# Connemara Bog Complex SAC
Connemara Bog Complex SAC este o arie protejată (sit de importanță comunitară — SCI) din Irlanda întinsă pe o suprafață de 49.197,33 ha, integral pe uscat.

## Localizare
Centrul sitului Connemara Bog Complex SAC este situat la coordonatele 53°23′30″N 9°37′34″W / 53.391664°N 9.626125°V.

## Înființare
Situl Connemara Bog Complex SAC a fost declarat sit de importanță comunitară în august 1997 pentru a proteja 1 specie de plante și 8 specii de animale.

## Biodiversitate
Situată în ecoregiunea atlantică, aria protejată conține 14 habitate naturale: Lagune de coastă, Recifuri, Ape oligotrofe din câmpii nisipoase, cu un conținut foarte redus de minerale (Littorelletalia uniflorae), Ape stătătoare oligotrofe până la mezotrofe, cu vegetație de Littorelletea uniflorae și/sau de Isoëto-Nanojuncetea, Lacuri și iazuri distrofice naturale, Cursuri de apă de la nivel de câmpie la nivel montan, cu vegetație Ranunculion fluitantis și Callitricho-Batrachion, Pajiști umede nord-atlantice cu Erica tetralix, Pajiști uscate europene, Pajiști cu Molinia pe soluri calcaroase, turboase sau argilos-nămoloase (Molinion caeruleae), Turbării de acoperire (* exclusiv pentru turbării active), Mlaștini turboase de tranziție și turbării mișcătoare, Depresiuni pe substraturi de turbă de Rhynchosporion, Mlaștini alcaline, Păduri de stejar sesil bătrân cu Ilex și Blechnum în Insulele Britanice.
La baza desemnării sitului se află mai multe specii protejate:
- plante (1): Najas flexilis
- păsări (5): Anser albifrons flavirostris, șoim de iarnă (Falco columbarius), ploier auriu (Pluvialis apricaria), chiră de baltă (Sterna hirundo), chiră de mare (Sterna sandvicensis)
- mamifere (1): vidră de râu (Lutra lutra)
- nevertebrate (1): fluturele auriu (Euphydryas aurinia)
- pești (1): somonul (Salmo salar)

Pe lângă speciile protejate, pe teritoriul sitului au mai fost identificate 20 de specii de plante, 2 specii de păsări, 1 specie de amfibieni, 4 specii de mamifere, 1 specie de pești, 1 specie de reptile.